# (32160) 2000 MT2
2000 أم تي 2 (ويعرف أيضًا باسم (32160) 2000 أم تي 2 وفق تسمية الكوكب الصغير) (بالإنجليزية: 2000 MT2)‏ هو كويكب ضمن حزام الكويكبات؛ وترتيبه 32160 من حيث الاكتشاف.
اكتُشف هذا الجُرم الفلكي بواسطة وولف بيكل ‏ في 27 يونيو 2000.

## وصلات خارجية
- (32160) 2000 MT2 في قاعدة بيانات مختبر الدفع النفاث لأجرام النظام الشمسي الصغيرة

- الاكتشاف · مخطط المدار ·  العناصر المدارية · المعلمات المادية

- (32160) 2000 MT2 على موقع ويكي سكاي: DSS2, SDSS, GALEX, IRAS, Hydrogen α, X-Ray, Astrophoto, Sky Map, Articles and images